# Rooseum
Rooseum var en konsthall i Malmö.

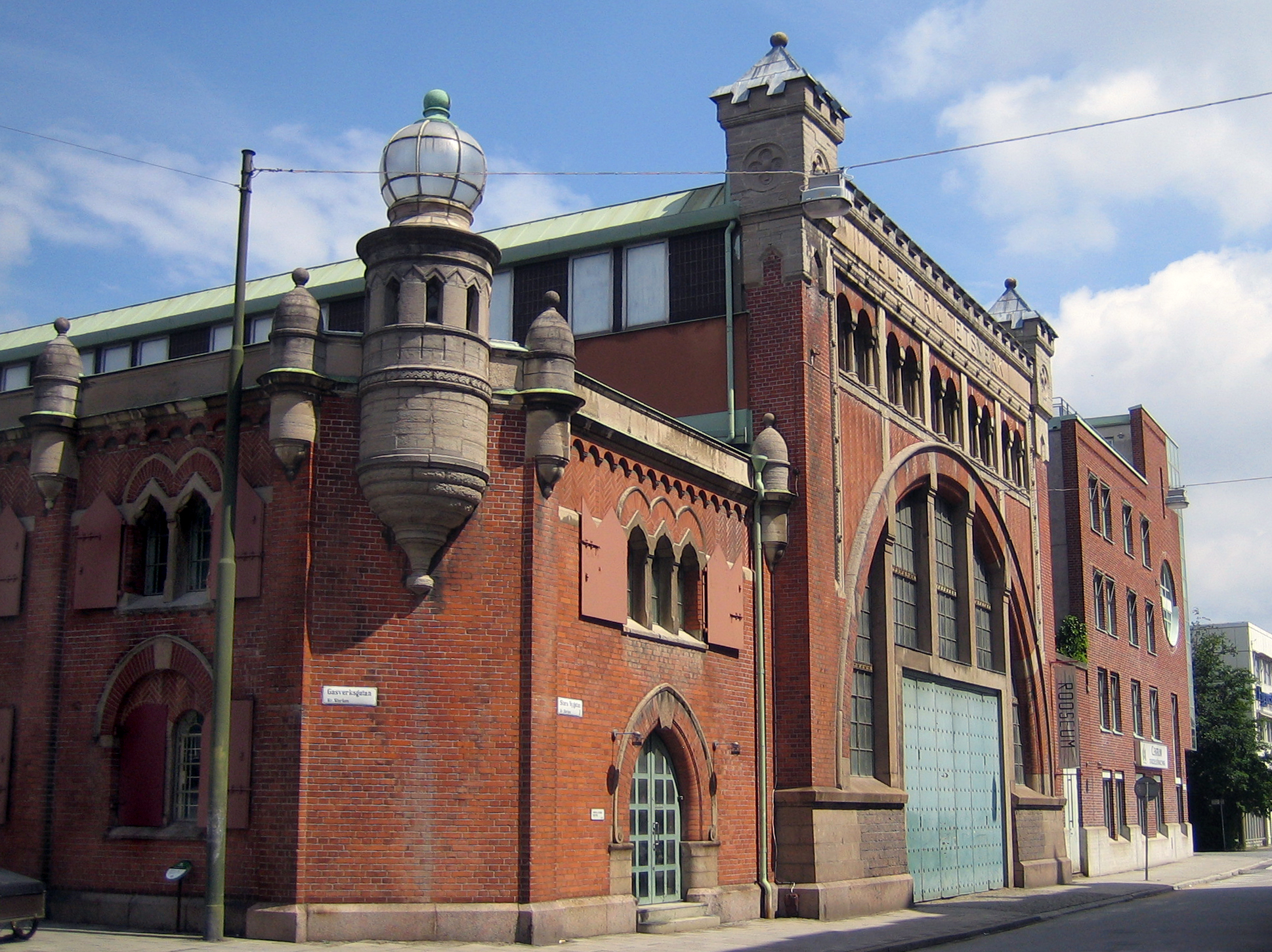
Rooseum

Rooseum grundades av Fredrik Roos och drevs 1988–2006 av först Fredrik Roos, och efter dennes död 1991 av en stiftelse med Malmö kommun, familjen Roos och det danska konstmuseet Louisiana som huvudmän. 
Anna Palmqvist var konsthallens förste chef och andra chefer var  Lars Nittve (1990–1995), Bo Nilsson (1996–2000) och Charles Esche (2001–2006).
Huset byggdes om 2009 för att inhysa Moderna museet Malmö.

## Byggnadens historia
Innan nuvarande byggnad kom till, fanns det från 1854 ett gasverk på platsen, drivet av det år 1852 bildade Gaslysnings AB i Malmö. År 1884 övertogs anläggningen av Malmö stad. Detta gasverk lades ned och revs efter att Malmö stads nya gasverk vid S:t Knuts väg tagits i bruk hösten 1898.
År 1900–1901 uppfördes Malmö stads elektricitetsverk efter ritningar av John Smedberg på den gamla gasverkstomten. Efter att dåvarande Malmö Energi AB lämnat fastigheten, byggdes den om för att inrymma Rooseum.